# Medalha Oersted

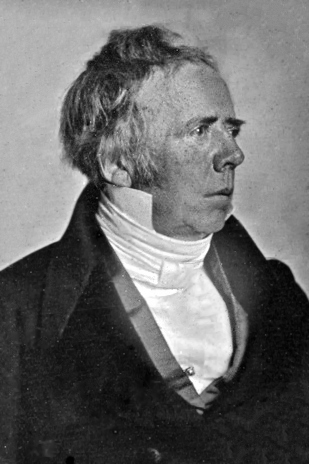
Hans Christian Ørsted

A medalha Oersted é uma premiação que reconhece grandes contribuições no ensino da física. Estabelecida em 1936 pela American Association of Physics Teachers, a medalha de Oersted é atualmente a honraria máxima concedida por esta associação. O nome do prêmio é uma homenagem a Hans Christian Ørsted, prestigiado membro da associação.
Entre os notáveis vencedores deste prêmio se encontram: Edward Mills Purcell, Richard Feynman, Isidor Isaac Rabi, Norman Foster Ramsey, Hans Bethe, Carl Wieman, Arnold Sommerfeld, George Eugene Uhlenbeck, Jerrold Zacharias, Philip Morrison, entre outros.

## Medalhistas[2]
- 1936 William Suddards Franklin
- 1937 Edward Herbert Hall
- 1938 Alexander Wilmer Duff
- 1939 Benjamin Harrison Brown
- 1940 Robert Andrews Millikan
- 1941 Henry Crew
- 1942 Não houve premiação
- 1943 George Walter Stewart
- 1944 Roland Roy Tileston
- 1945 Homer Levi Dodge
- 1946 Ray Lee Edwards
- 1947 Duane Roller
- 1948 William Harley Barber
- 1949 Arnold Sommerfeld
- 1950 Orrin H. Smith
- 1951 John W. Hornbeck
- 1952 Ansel A. Knowlton
- 1953 Richard M. Sutton
- 1954 Clifford N. Wall
- 1955 Vernet E. Eaton
- 1956 George Eugene Uhlenbeck
- 1957 Mark Zemansky
- 1958 J. W. Buchta
- 1960 Robert Wichard Pohl
- 1961 Jerrold R. Zacharias
- 1962 Francis W. Sears
- 1963 Francis L. Friedman
- 1964 Walter Christian Michels
- 1965 Philip Morrison
- 1966 Leonard Schiff
- 1967 Edward Mills Purcell
- 1968 Harvey E. White
- 1969 Eric M. Rogers
- 1970 Edwin C. Kemble
- 1971 Uri Haber-Schaim
- 1972 Richard Feynman
- 1973 Arnold Arons
- 1974 Melba Phillips
- 1975 Robert Resnick
- 1976 Victor Weisskopf
- 1977 H. Richard Crane
- 1978 Wallace A. Hilton
- 1979 Charles Kittel
- 1979 Paul E. Klopsteg premiação extraordinária
- 1980 Gerald Holton
- 1981 Robert Karplus
- 1982 Isidor Isaac Rabi
- 1983 John Archibald Wheeler
- 1984 Frank Oppenheimer
- 1985 Sam Treiman
- 1986 Stanley S. Ballard
- 1987 Clifford E. Swartz
- 1988 Norman Foster Ramsey
- 1989 Anthony P. French
- 1990 Carl Sagan
- 1991 Freeman Dyson
- 1992 Eugen Merzbacher
- 1993 Hans Bethe
- 1994 E. Leonard Jossem
- 1995 Robert Beck Clark
- 1996 Donald F. Holcomb
- 1997 Daniel Kleppner
- 1998 Edwin F. Taylor
- 1999 David Goodstein
- 2000 John G. King
- 2001 Lillian C. McDermott
- 2002 David Hestenes
- 2003 Edward Kolb
- 2004 Lawrence Krauss
- 2005 Eugene Commins
- 2006 Kenneth Ford
- 2007 Carl Wieman
- 2008 Mildred Dresselhaus
- 2009 George Fitzgerald Smoot III
- 2010 Não houve premiação
- 2011 F. James Rutherford
- 2012 Charles H. Holbrow
- 2013 Edward Redish[3]
- 2014 Dean Zollman
- 2015 Karl C. Mamola
- 2016 John Winston Belcher
- 2017 Jan Tobochnik
- 2018 Barbara L. Whitten
- 2019 Gay Stewart